# Lymanopoda brunhilda
Lymanopoda brunhilda är en fjärilsart som beskrevs av Otto Staudinger. Lymanopoda brunhilda ingår i släktet Lymanopoda och familjen praktfjärilar. Inga underarter finns listade i Catalogue of Life.